# Acraea uasingishuensis
Acraea uasingishuensis är en fjärilsart som beskrevs av Stoneham 1943. Acraea uasingishuensis ingår i släktet Acraea och familjen praktfjärilar. Inga underarter finns listade i Catalogue of Life.